# François Ost
François Ost, né à Bruxelles-ville le 17 février 1952, est un juriste, professeur émérite à l'université UCLouvain Saint-Louis Bruxelles, essayiste, philosophe du droit et dramaturge belge. 

## Biographie

### Activités professionnelles
François Ost fait une carrière universitaire de juriste, qui le conduit notamment à la fonction de vice-recteur de l'université Saint-Louis - Bruxelles, où il enseigne le droit et la philosophie du droit. Il a été également professeur de philosophie du droit à l'université de Genève et professeur invité à l'Université de Louvain. Il a enseigné au Collège Belgique .
Les 6 et 13 décembre 2006, François Ost a été conférencier invité au Collège de France pour y donner deux leçons autour du thème « Les détours de Babel. La traduction comme paradigme ». Le 26 octobre 2018, il donne à nouveau une conférence au Collège de France, intitulée « À quoi sert le droit ? » . Il présente l’état de sa réflexion sur les usages, fonctions et finalités du droit. 
François Ost a été directeur du séminaire interdisciplinaire d'études juridiques de l'université Saint-Louis - Bruxelles, ainsi que de la Revue interdisciplinaires d’études juridiques, fondateur et directeur du Centre d’étude du droit de l'environnement. Il est membre du comité scientifique de la revue Droit et Littérature.
Il est fondateur et codirecteur de l’Académie européenne de théorie du droit, et président de la Fondation pour les Générations Futures.
Il est également membre fondateur de l’Institut d’études sur la justice (Belgique), membre du Conseil supérieur de la langue française, membre des Fondations Chaïm Perelman et Émile Bernheim, ainsi que du Centre Prospéro - Langage, image et connaissance de l'Université Saint-Louis - Bruxelles.
François Ost est docteur honoris causa de l'université de Genève (2017), de l'université du Québec à Montréal (2018), de l'université de Nantes (2001), et de l'université de Montpellier (2022).
Il a reçu du roi le titre de Baron, et a choisi comme devise: Aude fingere ( « Ose imaginer »), en écho à la formule de Kant: Aude sapere, (« Ose réfléchir »). 

### Autres activités
Il est l’auteur de trois pièces de théâtre : Antigone voilée (Bruxelles, Larcier, 2004), La Nuit la plus longue. Sade et Portalis au pied de l’échafaud (Bruxelles, Anthémis, 2008) et Camille (Carnières/Morlanwelz, Lansman, 2011).

## Publications
Lors de son accession à l'éméritat, ses collègues et ses amis lui ont fait l'hommage d'un volume collectif : Le droit malgré tout : Hommage à François Ost, sous la direction d'Yves Cartuyvels.   

### Ouvrages récents
- La nature hors la loi : l'écologie à l'épreuve du droit, Paris, La Découverte, 2003
- Raconter la loi. Aux sources de l'imaginaire juridique, Paris, Odile Jacob, 2004 (prix quinquennal de l'essai 2007 de la Fédération Wallonie-Bruxelles)
- Sade et la loi, Paris, Odile Jacob, 2005.
- La nuit la plus longue. Sade et Portalis au pied de l’échafaud (adaptation J.-Cl. Idée), théâtre, Louvain-la-Neuve, Anthemis, 2009.
- Traduire. Défense et illustration du multilinguisme, Paris, Fayard, 2009.
- Le droit comme traduction, Québec, Presses de l'Université Laval, Coll. « Verbatim », 2009.
- Camille, théâtre, Carnières/Morlanwelz, Lansman, 2011.
- Shakespeare. La Comédie de la Loi, Paris, Michalon, Coll. « Le bien commun », 2012.
- À quoi sert le droit ? Usages, fonctions et finalités, Bruylant, 2016.
- Si le droit m'était conté, Paris, Dalloz, 2019.
- Nouveaux contes juridiques, Paris, Dalloz, 2021 (prix 2022 Olivier Debouzy "Agitateur d'idées juridiques de l'année").
- De quoi le covid est-il le nom ?, Bruxelles, Académie royale de Belgique, Coll. "L'Académie en poche", 2021 (prix du Livre politique 2021 de la Foire du livre politique, Belgique).
- Abécédaire d'une pandémie, Louvain-la-Neuve, Anthemis, 2021.
- L'Arche et la Tour, théâtre, Bruxelles, Samsa, 2023.
- Le Congrès, et autres contes juridiques, Paris, Dalloz, 2024.
- Les femmes dans la cité, et la tragédie grecque, Paris, Odile Jacob, 2025.

### Ouvrages collectifs récents
- The harmonisation of European private law, Fr. OST et M. VAN HOECKE (dir.), Oxford-Portland Oregon, Hart Publishing, 2000.
- Lettres et lois. Le droit au miroir de la littérature, Fr. OST, L. VAN EYNDE, Ph. GÉRARD et M. van de KERCHOVE (dir.), Bruxelles, Publications des Facultés universitaires Saint-Louis, 2001.
- Faust ou les frontières du savoir, Fr. OST et L. VAN EYNDE (dir.), Bruxelles, Publications des Facultés universitaires Saint-Louis, 2002.
- Antigone et la résistance civile, Fr. OST et L. COULOUBARITSIS, Bruxelles, Ousia, 2004.
- La Responsabilité, face cachée des droits de l’homme, Fr. OST, H. DUMONT et S. VAN DROOGHENBROECK (dir.), Bruxelles, Bruylant, 2005.
- Les Droits de l’homme, bouclier ou épée du droit pénal ?, Fr. OST et alii (dir.), Bruxelles, Publications des Facultés universitaires Saint-Louis, 2007.
- Crossing borders : Law, language et literature, Fr.OST et J. GAAKEER (dir.), Proccedings of the Special Workshop on Law and Literature held at the 23rd World Conference of Philosophy of Law and Social Philosophy (IVR), août 2007, Cracovie, Nimègue, Wolf Legal Publishers, 2008.